# Chartwell

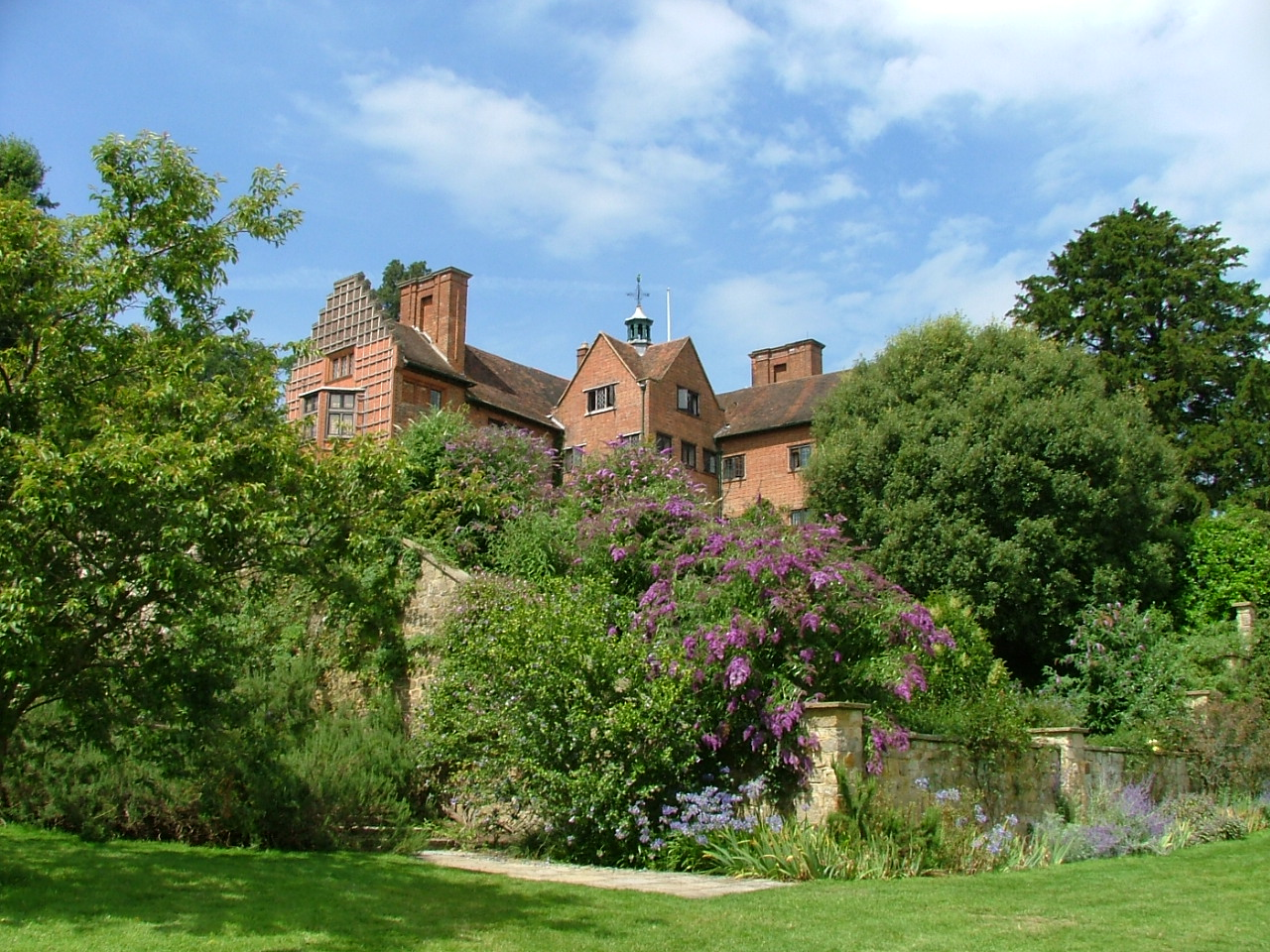
Chartwell

Chartwell is een domein met landhuis enkele kilometers ten zuiden van Westerham, Kent, Engeland. Het was het geliefde thuis van Winston Churchill en zijn vrouw Clementine, die het in 1922 kochten.

## Geschiedenis
Reeds in de 16e eeuw werd op het terrein gebouwd. Het domein werd toen ‘Well Street’ genoemd. Verondersteld wordt dat koning Hendrik VIII verbleef in het huis toen hij Anna Boleyn het hof maakte in het nabijgelegen familiedomein Hever Castle. 
De boerderij werd in de 19e eeuw aanzienlijk vergroot. Het werd een niet zo fraai voorbeeld van de victoriaanse architectuur, een zwaarwichtig rood bakstenen landhuis met betegelde topgevels en erkerachtige hokjesramen. 
Het domein ontleent zijn naam aan de bron ten noorden van het huis. Deze bron heet ‘Chart Well’ en is Oudengels voor ‘oneffen grond’. Het hoogste punt van het domein bevindt zich ongeveer 650 voet boven de zeespiegel. Het huis geeft een spectaculair zicht over het heuvelachtige Kent. Het was dit zicht dat Churchill overtuigde om dit huis, met ‘niet zo’n grote architecturale verdienste’ te kopen.
Nadat de Churchills het huis gekocht hadden lieten ze onmiddellijk grote renovatiewerken uitvoeren die het huis moderniseerden en transformeerden. Churchill gaf de opdracht hiervoor aan de architect Philip Tilden. Tilden werkte hieraan van 1922 tot 1924. Hierbij zorgde hij ook dat er meer licht in het huis kon vallen en dit door grote klapramen. Door zijn werk werd het huis volledig veranderd.
De familie Churchill had er haar intrek genomen in 1924 en bleef er tot 1964.
Het is op dit landgoed dat Winston Churchill altijd in de weer was: schrijven van zijn memoires en historische boeken, schilderen, militaire campagnes voorbereiden, overleg met allerlei politici en anderen, en in periodes van politieke rust metselde hij (zo heeft hij eigenhandig het speelhuisje van zijn jongste dochter, Mary, in de tuin gemetseld). 
Churchills slaapkamer ligt achter de studeerkamer en is een van de kleinste in het huis. Al van 's morgens vroeg, vanuit zijn bed, regeerde hij het land, met een slappe whisky en een sigaar binnen handbereik.
Behalve de feestzaal waar vaak feestelijk en uitvoerig werd geluncht bevindt er zich nog een andere belangrijke ruimte in het huis, namelijk de factory, de grote studeerkamer van Churchill op de bovenverdieping. In deze ruimte zaten toen secretaresses en assistenten brieven te schrijven, research te doen en hetgeen Churchill dicteerde te noteren. In de periode 1929 - 1939 vormde deze ruimte echt de functie van klein fabriek, het centrum van Churchills activiteiten. En het is ook hier dat hij de confrontatie met Hitler voorbereidde.
In de tuin liet Churchill vijvers aanleggen door het maken van een reeks kleine dammen, de watertuin, waar hij zijn vissen voederde. In de tuin bevinden zich eveneens de rozentuin van Lady Churchill alsook de Golden Rose Walk, het cadeau van hun kinderen voor hun gouden huwelijksjubileum. De tuin was een inspiratiebron voor de schilderijen van Churchill, waarvan er verscheidene tentoongesteld staan in de tuinstudio van het huis.
Tijdens de Tweede Wereldoorlog verbleven de Churchills niet in het huis vanwege de ligging. Het domein ligt immers niet zo ver van het toen door Duitsland bezette Frankrijk. De Britse premier was daar dus te kwetsbaar voor Duitse bommenwerpers.
Nadat Churchill in 1945 de verkiezingen verloor en het eigendom te duur werd, verkochten hij en zijn vrouw het aan een consortium van ondernemers. De regeling was dat zij er (beiden) tot hun dood mochten blijven wonen en dat het dan in handen zou komen van de National Trust. Toen Winston Churchill in 1965 overleed, besloot zijn vrouw Clementine echter het landgoed onmiddellijk over te dragen aan de National Trust. Ze bleef er wel wonen tot aan haar dood in 1977.
Chartwell dat nu eigendom is van de National Trust is open voor het publiek. In de hal hangt een schilderij van de Belgische kunstschilder Isidore Opsomer. Het werd door de stad Antwerpen geschonken als dank voor de bevrijding van de Scheldestad.
Het huis is bewaard zoals in de tijd van Churchill met diens meubilair en diens boeken. Het is ingericht als museum met ook een aantal schilderijen van zijn hand en de geschenken, eerbewijzen en herinneringen die Churchill bewaard heeft.
Het huis en de grote aangelegde tuin bieden een mooi uitzicht over de Weald, de bossen van Sussex.